# Alors raconte
Albums de Gilbert Bécaud
Le Tour de chant de Gilbert Bécaud à l'Olympia
(1955) À l'Olympia n°2
(1957)
Gilbert Becaud - Alors raconte, surnommé ainsi pour le différencier des autres productions portant le nom Gilbert Bécaud, est un album studio, orchestré et dirigé par Raymond Bernard et Wal-Berg (4,5) paru en 1956 au format 33 tours 25 cm (FDLP 1049). La chanson Alors raconte est reprise et parodiée par Les Charlots en 1975 sous le titre Alors raconte (le dîner du président).

## Face A
1. Alors, raconte (Jean Broussolle/Gilbert Bécaud)
2. Toi, l'oiseau (Louis Amade/Gilbert Bécaud)
3. Le Pianiste de Varsovie (Pierre Delanoë/Gilbert Bécaud)
4. Marianne de ma jeunesse (Louis Amade/Gilbert Bécaud) (1955)
5. Je t'appartiens (Pierre Delanoë/Gilbert Bécaud) (1955)

## Face B
1. Les Tambours et l'Amour (Pierre Delanoë/Gilbert Bécaud) (1955)
2. La Corrida (Louis Amade/Gilbert Bécaud)
3. Mon ami m'a trahi (Pierre Delanoë/Gilbert Bécaud) (1955)
4. Le Marchand de ballons (Louis Amade/Gilbert Bécaud) (1955)
5. Berceuse pour Gaya (Louis Amade/Gilbert Bécaud) (1955)